# Casting Shadows
Casting Shadows (englisch für ‚Schattenwurf‘) ist das fünfte und bislang letzte Studioalbum des deutschen Synthiepop-Duos Wolfsheim.

## Entstehung und Artwork
Alle Stücke des Albums wurden zusammen von den beiden Wolfsheim-Mitgliedern Peter Heppner und Markus Reinhardt geschrieben, drei Stücke entstanden in Zusammenarbeit mit Axel Ermes. Produziert wurden die Titel von José Alvarez-Brill in den Pleasure-Park Studios in Berlin (2 Titel), Axel Breitung mit seinem Assistenten Kay Nickold in den Bishop Studios in Hamburg (1 Titel) und Andreas Herbig mit seinem Assistenten Oliver Pinelli im Tonofen Studio in Hamburg und den Trixx Studios in Berlin (8 Titel). Auf der Suche nach den Produzenten für dieses Album hörten sich Wolfsheim in ihrem Freundeskreis um und so entstand eine kleine Liste, auf der die Produzenten versammelt waren. Auf Herbig kam man unter anderem durch dessen Erfolg mit dem Comebackalbum Minor Earth, Major Sky von a-ha aus dem Jahr 2000. Gemastert wurde das Album im Master & Servant in Hamburg, unter der Leitung von Tom Meyer. Abgemischt und aufgenommen wurde das Album durch Heiko Albrecht (1 Titel), José Alvarez-Brill (2 Titel), Axel Breitung (1 Titel) und Andreas Herbig (8 Titel). Das Album wurde unter den Musiklabels Metropolis Records und Strange Ways Records veröffentlicht und durch Indigo vertrieben.
Auf dem blau-rot-schwarz gehaltenen Cover des regulären Albums ist – neben Künstlernamen und Liedtitel – ein stark vergrößerter Teil einer Rinde zu erkennen. Dasselbe Coverprinzip mit ähnlichem Artwork findet sich auf den Singleauskopplungen zu Kein Zurück und Find You’re Here / Find You’re Gone wieder. Dazu enthält das Album ein 16-Seitiges Booklet. Auf der Rückseite des Booklets finden sich folgende Zitate wieder: „In dankbarer Erinnerung an G. Delfs (Markus)“ und „Everyone Who Casts a Shadow Seems to Stand in the Sun…“ (englisch für „Jeder, der einen Schatten wirft, scheint in der Sonne stehen …“). Auf einem alternativen Albumcover ist ein Bandfoto von Wolfsheim zu sehen. Die Fotos auf dem Cover und im Booklet wurden von Stefano Boragno geschossen, die Artworkarbeiten stammen von den Graphischen Werken Ottensen.

## Veröffentlichung und Promotion
Die Erstveröffentlichung von Casting Shadows erfolgte am 7. April 2003 in Deutschland, Österreich und der Schweiz. Noch im selben Jahr folgte eine europaweite Veröffentlichung sowie eine Veröffentlichung in den Vereinigten Staaten am 8. April 2003 (unter dem Musiklabel Metropolis Records). Das Album besteht aus elf neuen Studioaufnahmen. Neben der regulären Ausgabe wurde zeitgleich eine „Magix Edition“ von Casting Shadows veröffentlicht. Vor der offiziellen Veröffentlichung erfolgte die Ausgabe einer Promo-CD, diese bestand aus neun Liedern in derselben Reihenfolge. Nicht auf der Promo-CD enthalten waren die Titel Find You’re Gone und This Is for Love. Um das Album zu bewerben, gingen Wolfsheim kurz vor der Albumveröffentlichung in allen deutschsprachigen Ländern auf die Casting Shadows Tour. Im März und April 2004 folgte eine eigenständige US-Tournee unter dem Namen Wolfsheim US Tour 2004. Des Weiteren folgte mit Kein Zurück ein Liveauftritt in der RTL-Musikshow Top of the Pops.
Magix Edition
In den deutschsprachigen Ländern ist Casting Shadows zum einen in der regulären Standard-Edition und zum anderen in der „Magix Edition“ zu erwerben. Die reguläre Albumausgabe beinhaltet elf Lieder und die „Magix Edition“ ist um die Software Magix Music Maker erweitert. Das Programm enthält folgende Funktionalitäten: 16 Stereo-Spuren für Audio und Video, Mixer mit Panorama und Effektweg, Effekte (Distortion, Echo, Hall und Reverse) und Originalklänge von Kein Zurück und Leave No Deed Undone. Die Software ermöglicht das Erstellen eigener Lieder, Remixe und Musikclips. Es können aus einer Vielzahl von Klängen eigene Remixe zu den Titeln Kein Zurück und Leave No Deed Undone inklusive Videoclip arrangiert werden.

## Hintergrund
Das letzte Studioalbum Spectators entstand vier Jahre vor der Veröffentlichung von Casting Shadows. Auf die Frage, wieso es so lange gedauert hat, um ein neues Album zu veröffentlichen, sagte Heppner, dass sie anfangs nicht wussten, was sie genau wollen. Wolfsheim gingen gleich nach der Veröffentlichung von Spectators wieder ins Studio, wo sie festgestellt haben, dass der Abstand nicht groß genug war, alles was entstand, klang wie beim Vorgänger. Hätten sie zu dem Zeitpunkt an einem neuen Album weitergearbeitet, wäre lediglich ein zweiter Teil des vorangegangenen Albums entstanden. Das wollte keiner der beiden, deswegen landeten alle Titel die direkt nach Spectators entstanden im Papierkorb. Erst zwei Jahre später (2001), als das Lied Kein Zurück entstand, war beiden klar, dass dies etwas Neues sei.
Auf die Frage, ob es einen roten Faden in dem Album gäbe, antwortete Heppner, dass es einfach nur Reinhardt und er seien. Es sei einfach nur Wolfsheim und das was passiert wenn die beiden zusammentreffen. Sowohl für die Qualität als auch für den Inhalt sei nur ihr Geschmack entscheidend.
Anfänglich trug das Album den Arbeitstitel Close Enough (englisch für ‚Nahe genug‘). Viele waren verwundert über die Änderung in Casting Shadows. In einem Interview gab Heppner später an, das Close Enough lediglich ein Arbeitstitel war, dieser habe sich selber zum offiziellen Titel gemacht, weil er und Reinhardt keine bessere Idee für einen Albumtitel hatten. Durch das vermehrte Auftreten von Castingshows für neue Musiker in den Jahren 2000 bis 2003 (unter anderem Deutschland sucht den Superstar, Fame Academy, Popstars, Star Search usw.), deuteten viele Musikwissenschaftler und Redakteure den Albumtitel in Verbindung damit. Der Albumtitel entstand durch das erste Stück Everyone Who Casts a Shadow. Dieses Werk verkörpere für beide die ganze LP. Es käme vielleicht Subjektiv rüber, aber Heppner gab an, dass es einfach deren Gefühl war, nachdem das Lied im Studio fertig war.

## Inhalt
Das Album besteht aus elf neu eingespielten Titeln. Acht der elf Liedtexte sind in englischer Sprache, zwei Liedtexte in deutscher Sprache verfasst. Musikalisch bewegen sich die Lieder im Bereich des Dark Waves und Synthiepops. Bei In Time handelt es sich um ein reines Instrumentalstück. Bei dem Lied Kein Zurück wurden Wolfsheim von Klaus Knapp an der Gitarre unterstützt. Bei And I … wurden sie von Gereon Basso am Schlagzeug und Martin Ziaja am Bass begleitet.
| #  | Titel                       | Autor(en)                                   | Produzent(en)                       | Länge |
| -- | --------------------------- | ------------------------------------------- | ----------------------------------- | ----- |
| 1  | Everyone Who Casts a Shadow | Peter Heppner, Markus Reinhardt             | Andreas Herbig, Oliver Pinelli (Ko) | 4:47  |
| 2  | Care for You                | Peter Heppner, Markus Reinhardt             | Andreas Herbig, Oliver Pinelli (Ko) | 5:07  |
| 3  | I Won’t Believe             | Peter Heppner, Markus Reinhardt             | Andreas Herbig, Oliver Pinelli (Ko) | 3:30  |
| 4  | Kein Zurück                 | Axel Ermes, Peter Heppner, Markus Reinhardt | Andreas Herbig, Oliver Pinelli (Ko) | 3:50  |
| 5  | And I …                     | Axel Ermes, Peter Heppner, Markus Reinhardt | José Alvarez-Brill                  | 4:03  |
| 6  | Underneath the Veil         | Peter Heppner, Markus Reinhardt             | Andreas Herbig, Oliver Pinelli (Ko) | 4:10  |
| 7  | Find You’re Gone            | Peter Heppner, Markus Reinhardt             | Andreas Herbig, Oliver Pinelli (Ko) | 4:23  |
| 8  | This Is for Love            | Peter Heppner, Markus Reinhardt             | José Alvarez-Brill                  | 3:16  |
| 9  | Wundervoll                  | Peter Heppner, Markus Reinhardt             | Andreas Herbig, Oliver Pinelli (Ko) | 4:54  |
| 10 | Approaching Lightspeed      | Peter Heppner, Markus Reinhardt             | Axel Breitung, Kay Nickold (Ko)     | 3:16  |
| 11 | In Time                     | Axel Ermes, Peter Heppner, Markus Reinhardt | Andreas Herbig, Oliver Pinelli (Ko) | 5:34  |
|    | Magix Edition               |                                             |                                     |       |
| 12 | Magix Music Maker           |                                             |                                     |       |

## Singleauskopplungen
Bereits zwei Monate vor der Veröffentlichung von Casting Shadows wurde am 17. Februar 2003 die Single Kein Zurück ausgekoppelt. Rund ein halbes Jahr nach der Albumveröffentlichung folgte im September 2003, zunächst als Promo-Single, die Doppel-A-Single Find You’re Here / Find You’re Gone. Die reguläre Singleveröffentlichung erfolgte am 3. November 2003. Beide Singleveröffentlichungen schafften den Einstieg in die deutschen Singlecharts. Letztere sogar einen Charteinstieg in Österreich. Kein Zurück wurde als einzige Single überhaupt mit einer Goldenen Schallplatte für über 150.000 verkaufte Einheiten in Deutschland ausgezeichnet und war für einen Zeitraum von elf Wochen das erfolgreichste deutschsprachige Lied in den deutschen Singlecharts.
Chartplatzierungen

| Jahr | Titel                               | Höchstplatzierung, Gesamtwochen, AuszeichnungChartplatzierungen (Jahr, Titel, , Platzierungen, Wochen, Auszeichnungen, Anmerkungen) | Höchstplatzierung, Gesamtwochen, AuszeichnungChartplatzierungen (Jahr, Titel, , Platzierungen, Wochen, Auszeichnungen, Anmerkungen) | Anmerkungen                                                |
| Jahr | Titel                               | DE | AT | Anmerkungen                                                |
| ---- | ----------------------------------- | --- | --- | ---------------------------------------------------------- |
| 2003 | Kein Zurück                         | DE4 Gold · (23 Wo.)DE | — | Erstveröffentlichung: 17. Februar 2003 Verkäufe: + 150.000 |
| 2003 | Find You’re Here / Find You’re Gone | DE23 (11 Wo.)DE | AT73 (2 Wo.)AT | Erstveröffentlichung: 3. November 2003                     |

## Tourneen

### Casting Shadows Tour
Die folgende Liste ist eine Übersicht der Konzerte die Wolfsheim bei der Casting Shadows Tour gespielt haben. Die Tour erstreckte sich vom 24. April bis 13. Mai 2003 und führte die Band durch 12 Städte in Deutschland und jeweils einmal nach Österreich und die Schweiz. Eigentlich sollte die Tour bereits im Herbst 2002 stattfinden, doch dadurch, dass sich die Arbeiten an Casting Shadows verzögerten, wurde die Tour verschoben und im April 2004 gestartet.
| Datum          | Stadt       | Veranstaltungsort | Land        |
| -------------- | ----------- | ----------------- | ----------- |
| 24. April 2003 | Hamburg     | Große Freiheit 36 | Deutschland |
| 25. April 2003 | Bremen      | Pier 2            | Deutschland |
| 26. April 2003 | Mainz       | Phönix-Halle      | Deutschland |
| 28. April 2003 | Hannover    | Capitol           | Deutschland |
| 29. April 2003 | Berlin      | Arena Treptow     | Deutschland |
| 30. April 2003 | Erfurt      | Thüringenhalle    | Deutschland |
| 2. Mai 2003    | Dresden     | Alter Schlachthof | Deutschland |
| 3. Mai 2003    | Wien        | Planet Music      | Österreich  |
| 4. Mai 2003    | Zürich      | X-Tra Limmathaus  | Schweiz     |
| 6. Mai 2003    | München     | Zenith            | Deutschland |
| 7. Mai 2003    | Köln        | Palladium         | Deutschland |
| 9. Mai 2003    | Magdeburg   | Stadthalle        | Deutschland |
| 10. Mai 2003   | Nürnberg    | Löwensaal         | Deutschland |
| 11. Mai 2003   | Saarbrücken | Garage            | Deutschland |
| 13. Mai 2003   | Hamburg     | Große Freiheit 36 | Deutschland |

### Wolfsheim US Tour
Die folgende Liste ist eine Übersicht der Konzerte die Wolfsheim bei der Wolfsheim US Tour gespielt haben. Die Tour erstreckte sich vom 21. März bis 5. April 2004 und führte sie durch zehn US-amerikanische Städte. Aufgrund des Erfolges des vorangegangenen Albums Spectators sollte die Tournee durch die Vereinigten Staaten eigentlich bereits im Jahr 2001 stattfinden, doch wegen der Terroranschläge am 11. September 2001 wurde die Tour verschoben und schließlich im März/April 2004 absolviert. Es war die einzige Tournee die Wolfsheim ausschließlich ins Ausland führte.
| Datum         | Stadt         | Veranstaltungsort             | Land               |
| ------------- | ------------- | ----------------------------- | ------------------ |
| 21. März 2004 | Tampa         | Masquerade                    | Vereinigte Staaten |
| 22. März 2004 | Atlanta       | Masquerade                    | Vereinigte Staaten |
| 24. März 2004 | New York City | Webster Hall                  | Vereinigte Staaten |
| 26. März 2004 | Boston        | Manray (TBC)                  | Vereinigte Staaten |
| 27. März 2004 | Detroit       | St. Andrews Hall              | Vereinigte Staaten |
| 28. März 2004 | Chicago       | Metro                         | Vereinigte Staaten |
| 31. März 2004 | Denver        | Gothic Theatre                | Vereinigte Staaten |
| 2. April 2004 | San Antonio   | Sin 13                        | Vereinigte Staaten |
| 4. April 2004 | Los Angeles   | Henry Fonda Music Box Theatre | Vereinigte Staaten |
| 5. April 2004 | San Francisco | Death Guild                   | Vereinigte Staaten |

## Mitwirkende
| Albumproduktion - Heiko Albrecht: Abmischung (Lied 8), Tonmeister (Lied 8) - José Alvarez-Brill: Abmischung (Lied 5, 8), Musikproduzent (Lieder: 5, 8), Tonmeister (Lieder: 5, 7–8) - Gereon Basso: Schlagzeug (Lied 5) - Axel Breitung: Abmischung (Lied 10), Musikproduzent (Lied 10), Tonmeister (Lied 10) - Axel Ermes: Komponist (Lieder: 4–5, 11) - Peter Heppner: Gesang, Komponist, Liedtexter, Tonmeister (Lied 7) - Andreas Herbig: Abmischung (Lieder: 1–4, 6–7, 9, 11), Musikproduzent (Lieder: 1–4, 6–7, 9, 11), Tonmeister (Lieder: 1–4, 6–7, 9, 11) - Klaus Knapp: Gitarre (Lied 10) - Tom Meyer: Mastering - Kay Nickold: Koproduzent (Lied 10) - Oliver Pinelli: Koproduzent (Lieder: 1–4, 6–7, 9, 11) - Markus Reinhardt: Keyboard, Komponist, Liedtexter, Tonmeister (Lied 7) - Martin Ziaja: Bass (Lied 5) | Artwork (Cover) - Stefano Boragno: Fotograf Unternehmen - Bishop Studios: Tonstudio - Graphische Werke Ottensen: Artwork (Cover) - Indigo: Vertrieb - Master & Servant: Mastering - Metropolis: Musiklabel - Pleasure-Park Studios: Tonstudio - Strange Ways Records: Musiklabel - Tonofen Studio: Tonstudio - Trixx Studios: Tonstudio |

## Rezensionen
Das deutschsprachig Musikportal Plattentests.de bewertete das Album mit 6/10 Punkten. Oliver Ding von der Redaktion sagte folgenden zu dem Album: Man fände fast die gleichen „Schmeicheleinheiten“ wie auf Spectators. Es sei alles da: der süßliche Pop, die tänzelnde Harmlosigkeit, die sanften Schwelgereien, die melancholischen Seufzer. Und über allem sei wie immer Heppners Organ: hauchzart bis zum Anschlag, zwischen Schwermut und Trost changierend und stets kurz vorm Schmachten. Das erfreue nicht nur die Zielgruppe, denn während sich Kein Zurück zur erfolgreichsten Single der Label-Geschichte entwickele, schiele jetzt auch das Album nach der Chartspitze. Nicht zu Unrecht, denn Wolfsheim beweisen immer noch ihr Händchen für unkomplizierte Melodien. Die gehen dank der Hilfe von Andreas Herbig mal wieder derart einschmeichelnd ins Ohr, dass man dem Duo sogar seichte Augenblicke wie Wundervoll verzeihen möge. Dezente „Midtempotracks“ wie Care for you würden aus zufriedenen Synthesizern gekitzelt. Im leicht abgedunkelten Underneath the veil tupfe ein getragenes Klavier Wolken an den Himmel, bis ein fetter Bass nahe und dem Lied elektrische Stämmigkeit verpasse. Sogar noch besser gerate I Won’t Believe, dass sich erst über weichen Klängen ausbreite und schließlich in einem unerwarteten Gitarrengeschrammel kulminiere. Dass man auf dem fünften Album der Hamburger trotzdem keinen sonderlichen Tiefgang mehr fände, stört nicht wirklich. Harmlos mache glücklich.
Theo Kavadias von dem US-amerikanischen Musikportal Allmusic bewertet das Album mit 3/5 Sternen und der Begründung: „The acoustic guitar in Kein Zurück should be the first indication that Wolfsheim is maturing. It’s a tad unusual for this synth pop notable, but this unexpected element fits in acceptably after the initial jolt. Another chance the German duo takes is slowing things down a notch. The first half of Casting Shadows hovers around 100 bpm. After the success of the dance tracks from Spectators, that may or may not be a good idea. Wolfsheim’s fifth album shows signs of a band mellowing out but slightly losing its passion. Among the slower tracks is Care for You, a leisurely excursion that accents Peter Heppner’s distinguished vocals. Find You’re Gone and Wundervoll (one of a couple tracks sung in German) are appropriate for the clubs and are memorable just not quite as strong or emotional. There isn’t another Once in a Lifetime, but there is plenty of romantic synth pop here nonetheless.“
Welt Online beschrieb Casting Shadows als ein musikalisches „Zugeständnis an den Mainstream-Pop“.
Das deutschsprachige Online-Magazin laut.de vergab 3/5 Sternen. Daniel Straub von der Redaktion beurteilte das Album mit folgenden Worten: Zusammenfassend sei es „sympathischer“ Synthiepop mit himmlischen Melodien. Wolfsheim würden den Spagat zwischen luftigen Pophöhen und „sektiererischen Underground-Tiefen“ mit einer „spielerischen Leichtigkeit“ bewältigen. Heppners näselnder, betont getragener Gesangsdarbietung ständen die schleppenden Synthiegrooves von Reinhardt zur Seite. Ein eingespieltes Duo, das sich mit Casting Shadows wohl endgültig vom hüpfenden „Gruftie-Pop“ früherer Tage verabschiedet habe. Wer nach etwas wie The Sparrows and the Nightingales sucht, werde nicht fündig. Care for You schmeichele dem Zuhörer mit „vertrackt-leichten Trip-Hop-Beats“, die Heppners Gesang und weiche Synthieflächen in himmlische Melodien überführe. Mit viel Gefühl für Stimmungen inszeniere sich Wolfsheim auf Casting Shadows, setzen ganz auf die emotionale Tiefe der Stücke. Es scheine gar so, als hätten Wolfsheim eine gewisse Altersweisheit erlangt, so abgeklärt klänge Casting Shadows. Da wirke eine Nummer wie Wundervoll mit ihren „housigen Beats“, dem „zischenden Hi-Hat“ und dem vor „schmalziger Melodie“ nur so „tropfenden Refrain“ fast ein wenig fehl am Platz. Vielleicht bleibe Wundervoll aber gerade deshalb so leicht im Ohr hängen, weil es der Ernsthaftigkeit von Casting Shadows ein sympathisches „Smilie“ aufdrückt.
In einer Retrospektive zum 30-jährigen Jubiläum des Sonic Seducer beschrieb ein Redakteur Casting Shadows als „fulminante Platte“ und bis dato beste Albumaufnahme Heppners.

## Kommerzieller Erfolg

### Chartplatzierungen
Casting Shadows erreichte in Deutschland Position eins der Albumcharts und konnte sich insgesamt eine Woche an der Spitze, sechs Wochen in den Top 10 und 38 Wochen in den Charts halten. In Österreich erreichte das Album in zehn Chartwochen Position 38 und in der Schweiz in vier Chartwochen Position 56 der Charts. Es ist das einzige Album Wolfsheims, dass sich gleichzeitig in allen deutschsprachigen Ländern in den Charts platzieren konnte. Das Album war für einen Zeitraum von fünf Wochen das erfolgreichste deutschsprachige Album in den deutschen Albumcharts. 2003 platzierte sich Casting Shadows in den Album-Jahrescharts auf Position 21 in Deutschland, damit verzeichneten sie die höchste Platzierung in den Album-Jahrescharts ihrer Karriere.
Für Wolfsheim ist dies bereits der vierte Charterfolg in den deutschen Albumcharts sowie der zweite in der Schweiz und der erste in Österreich. Es ist ihr zweiter Top-10-Erfolg und zugleich der erste Nummer-eins-Erfolg in den deutschen Albumcharts. In Deutschland und Österreich konnte sich bis heute kein Album des Duos höher und länger in den Albumcharts platzieren. In der Schweiz konnte sich kein Album länger in den Charts behaupten.
| ChartsChartplatzierungen | Höchstplatzierung | Wochen |
| ------------------------ | ----------------- | ------ |
| Deutschland (GfK)        | 1 (38 Wo.)        | 38     |
| Österreich (Ö3)          | 38 (10 Wo.)       | 10     |
| Schweiz (IFPI)           | 56 (4 Wo.)        | 4      |

| ChartsJahrescharts (2003) | Platzierung |
| ------------------------- | ----------- |
| Deutschland (GfK)         | 21          |

### Auszeichnungen für Musikverkäufe
2004 wurde Casting Shadows in Deutschland vom Bundesverband Musikindustrie mit einer Platin-Schallplatte für über 200.000 verkauften Einheiten ausgezeichnet. Obwohl das vorangegangene Album Spectators nur mit Gold ausgezeichnet wurde, ist Casting Shadows aufgrund der Abwertung der Vergaberegeln für Plattenauszeichnung nur der zweitmeistverkaufte Tonträger Wolfsheims bis heute.
| Land/Region        | Auszeichnungen für Musikverkäufe (Land/Region, Auszeichnung, Verkäufe) | Verkäufe |
| ------------------ | ---------------------------------------------------------------------- | -------- |
| Deutschland (BVMI) | Platin                                                                 | 200.000  |
| Insgesamt          | 1× Platin ·                                                            | 200.000  |